# جورج وليامز (لاعب اتحاد الرغبي)
جورج وليامز (بالإنجليزية: George Williams)‏ هو لاعب اتحاد الرغبي نيوزيلندي، ولد في 1856 في أوكلاند في نيوزيلندا، وتوفي في 27 أبريل 1925 في ويلينغتون في نيوزيلندا.